# Darren Mattocks
Pour les articles homonymes, voir Mattocks.
Darren Mattocks, né le 2 septembre 1990 à Portmore, est un footballeur international jamaïcain qui joue au poste d'avant-centre.

## Biographie
Né à la Jamaïque, Darren Mattocks rejoint les États-Unis et intègre l'Université d'Akron qui dispose de la meilleure section de football du pays. Il s'impose très vite comme le meilleur buteur des Zips et obtient plusieurs récompenses individuelles.
Après seulement deux saisons en NCAA et 39 buts en 47 matchs, Mattocks décide d'anticiper son passage en pro et signe un contrat Génération Adidas. Il est repêché en 2e position de la MLS SuperDraft 2012 par les Whitecaps de Vancouver alors que l'Impact de Montréal lui préfère Andrew Wenger.
Il joue d'ailleurs son premier match en MLS contre l'Impact. Il est ensuite tenu éloigné des terrains à la suite d'un accident domestique où il est sévèrement brulé. Il inscrit son premier but professionnel à l'occasion de son retour le 9 mai 2012 contre le FC Edmonton. 
Il est appelé pour la première fois en sélection nationale à l'occasion d'un match amical contre le Salvador le 15 août 2012.
Le 14 mars 2016, Mattocks est transféré aux Timbers de Portland contre des allocations monétaires. Son passage à Portland dure deux saisons avant qu'il ne soit échangé au D.C. United le 10 décembre 2017 contre une place de joueur international pour la saison 2018.
À l'issue de la saison 2018, Mattocks est choisi par le FC Cincinnati pour sa saison inaugurale en MLS lors du repêchage d'expansion.